# Styracaceae
Styracaceae este o mică familie de plante cu flori din ordinul Ericales ce conține 11 genuri și aproximativ 160 de specii de arbori și arbuști. Speciile sunt răspândite în regiunile temperate calde și subtropicale din Emisfera nordică. 

## Genuri
- Alniphyllum Matsum. (trei specii)
- Bruinsmia Boer. & Koord. (două specii)
- Changiostyrax C.T.Chen (o specie)
- Halesia J.Ellis ex L. (trei - cinci specii)
- Huodendron Rehder (patru specii)
- Melliodendron Hand.-Mazz. (o specie)
- Parastyrax W.W.Sm. (două specii)
- Pterostyrax Siebold & Zucc. (patru specii)
- Rehderodendron Hu (cinci specii)
- Sinojackia Hu (cinci specii)
- Styrax L. (aproximativ 130 specii)

## Galerie

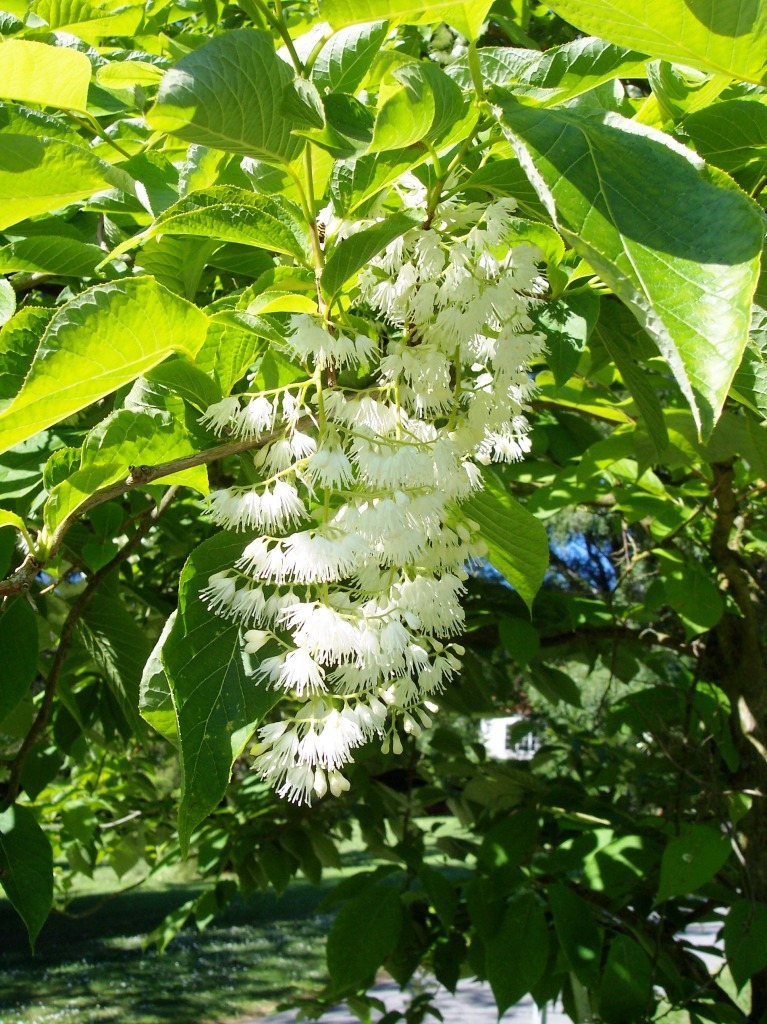
Pterostyrax hispida
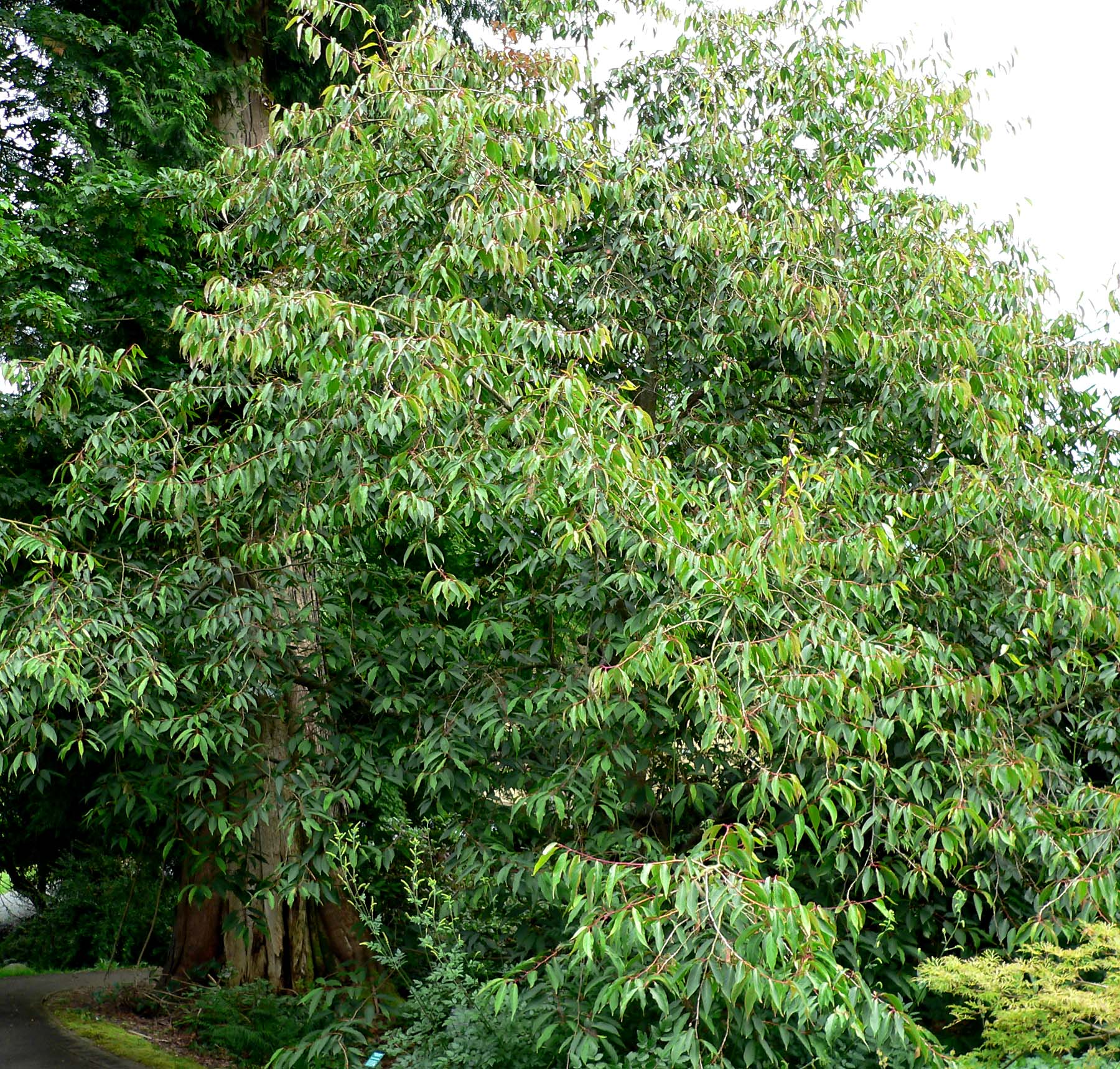
Rehderodendron macrocarpum
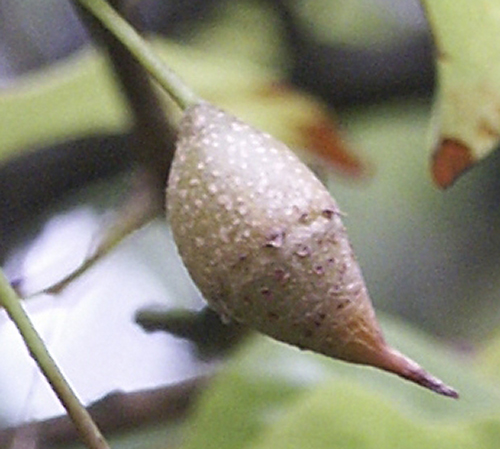
Sinojackia rehderiana
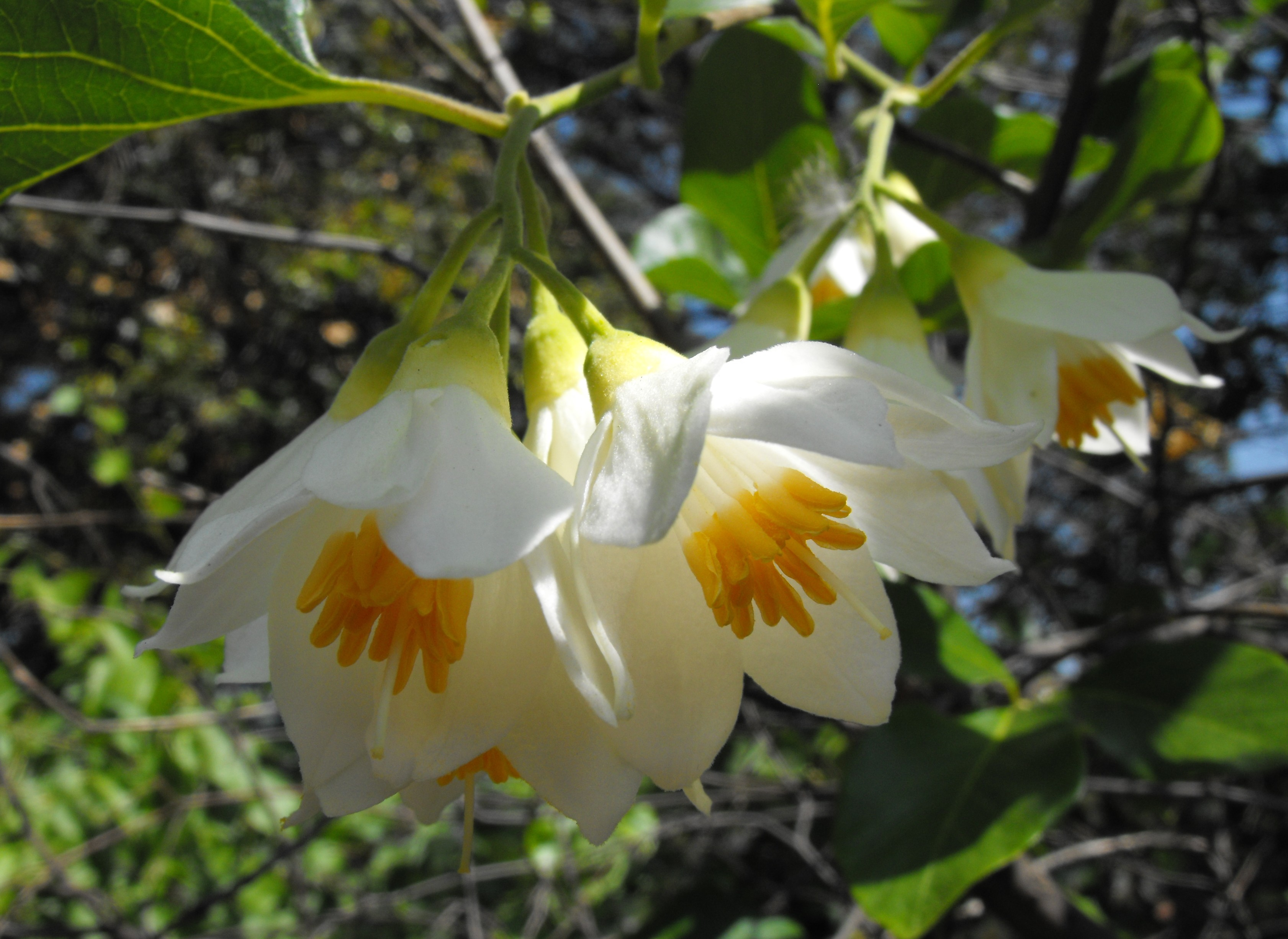
Styrax officinalis